# Karsin
Karsin (ted. Karschin, dal 1939 al 1945 Karßin) è un comune rurale polacco del distretto di Kościerzyna, nel voivodato della Pomerania.

Copre una superficie di 169,2 km² e nel 2005 contava 5 900 abitanti.